# I Won't Burn Alone
I Won't Burn Alone (dall'inglese Non brucerò da solo) è il primo album in studio del gruppo musicale power metal italiano White Skull.

## Tracce
1. Because I - 7:00
2. Living on the Highway - 3:23
3. Pray - 4:47
4. In the Age of Unreason - 5:18
5. Mama - 4:23
6. Someone Call It Love - 4:51
7. I Won't Burn Alone - 4:42
8. Nasty - 3:37
9. Hey Boy - 5:01
10. White Lady - 3:41
11. Save the Planet - 5:30
12. The Train - 2:32

## Formazione
- Tony Fontò – chitarra ritmica
- Alex Mantiero - batteria
- Federica De Boni - voce
- Fabio Pozzato - basso
- Max Faccio – chitarra solista